# 中國國民黨中央委員會行政服務委員會
中國國民黨中央委員會行政服務委員會，簡稱國民黨中央行服會、行服會，為中國國民黨中央委員會負責行政工作、財務管理及不屬於各單位職掌事項之部門。現任主任委員為吳清炎。

## 沿革
中國國民黨中央行政服務委員會源自大陸時期之中央執行委員會秘書處（中央秘書處）及中央執行委員會財務委員會（中央財委會）；1950年遷臺後進行改造，兩單位分別改為中央委員會秘書處及中央委員會財務委員會。1993年，為管理黨營事業，中央增設黨營事業管理委員會，後更名為投資事業管理委員會（投管會）。
2000年總統選舉失利後，中央秘書處及中央財委會合併為行政管理委員會，中央投管會也隨之併入。2024年總統選舉失利後，行管會人事室及資訊中心併入總務室，行政管理委員會遂更名為行政服務委員會。

## 職掌
根據《中國國民黨中央委員會組織規程》，行政服務委員會掌理本黨人事、文書、議事、總務、資訊維護、預算、決算、會計、財務收支調度，黨有財產、基金及投資事業資本與資產交付信託之管理，以及不屬於其他各單位職掌之事項。

## 組織編制
下設總務室、財務室。